# Stirlingov tanjur
Stirlingov tanjur najučinkovitiji je sustav za proizvodnju električne energije pomoću sunčeva zračenja. Jedan tanjur može proizvesti 3-25 kW energije. Učinkovitost mu doseže do 32 %, što je više nego što se ostala solarna tehnologija može nadati da će ikad postići. Za usporedbu, učinkovitost solarnih tornjeva je 15 %. Pretpostavka je da, ako se nalazi u toplim predjelima zemlje i polupustinjama te u proizvodnji visokih razmjera, može proizvesti najjeftiniju struju od svih dosad proizvedenih sustava obnovljive energije. 

## Povijest
Prvi projekt sa Stirlingovim tanjurom bio je predložen 2005. godine od američke tvrtke "Strling energy system" (SES).
Do sada, svoj su vrhunac dostigli 2010. godine kada su "Striling energy system" i njegov partner u proizvodnji, "Tessera Solar", predstavili svoju prvu elektranu (Maricopa Solar) u Arizoni od 1.5 MW, te su početkom 2011. angažirani da naprave 2 veće elektrane korištenjem njihove tehnologije. Projekt je trebao proizvoditi 1.6 GW energije, što bi znatno pridonijelo popularnosti Stirlingova tanjura. Međutim, projekt je bio otkazan te je danas veća vjerojatnost da će se tamo graditi PV elektrana. 
Stirlingov tanjur je manje poznata i skuplja tehnologija od PV panela, što PV panelima daje veću prednost na tržištu. Zbog toga je 2012. tvrtka SES proglasila stečaj te je bila prisiljena staviti sve svoje proizvode na dražbu.

## Građa
Stirlingov je tanjur tehnologija fokusiranja sunčeva zračenja ili skraćeno CSP (concentrating solar power technology). Sastoji se od velikog, reflektirajućeg, paraboloidnog tanjura, veoma sličnog televizijskim satelitima. On fokusira sunčeve zrake sa svoje reflektirajuće površine u jednu točku iznad tanjura u kojoj se nalazi uređaj koji upija toplinu zraka i transformira ju u korisnu energiju. Najčešće je taj uređaj Stirlingov motor, ali postoje slučajevi u kojima se koristi parni motor. U motorima se odvija proces pretvaranja toplinske u kinetičku energiju, koja se onda dalje pretvara u električnu pomoću generatora. Cijeli se sustav nalazi na dijelu koji prati kretanje Sunca tijekom dana te ga pomiče tako da uvijek lovi najveću moguću količinu zračenja.

## Prednosti i nedostaci
Osim velike učinkovitosti, jedna od prednosti Stirlingova tanjura je što svaki tanjur samostalno proizvodi električnu energiju te se u slučaju gradnje plantaže ne moraju istovremeno ugraditi svi dijelovi, nego se sastavljeni mogu pustiti u pogon dok se ostali još grade, tako da se nešto novca može povratiti i prije nego što je elektrana u potpunosti sastavljena. Također, može se koristiti i za privatnu proizvodnju struje. Nedostatak je taj što Stirlingov tanjur direktno proizvodi struju pa se toplina ne može skladištiti, po čemu su isti kao PV paneli, koji su znatno jeftiniji, te također poznatiji i pouzdaniji.

## Budućnost
U 2010. godini osnovana je tvrtka "United Sun Systems" čije je sjedište u Londonu. Ona djeluje na europskom i sjevernoafričkom tržištu, a cilj joj je proizvodnja najučinkovitije solarne energije, 50 % jeftinije od PV panela i 100 % konkurentne tradicionalnim fosilnim gorivima.
U 2013. godini je projekt Stirlingova tanjura preuzela tvrtka Ripasso Energy, inače finska tvrtka osnovana 2008., koja je zaslužna za povećanje učinkovitosti na 32 % te u Južnoafričkoj Republici gradi svoju prvu testnu elektranu.
Pretpostavlja se da će Stirlingov tanjur biti vodeći u borbi protiv globalnog zatopljenja jer, uz to što ne emitira stakleničke plinove niti na neki drugi način onečišćuje okoliš, zahvaljujući velikoj učinkovitosti zahtijeva puno manje prostora. Također, nije potrebno hlađenje sustava vodom.